# Wonderworld
Wonderworld är ett musikalbum av Uriah Heep som släpptes i juni 1974. Enligt många fans var detta album början på den framgångsrika Mk6-uppsättningens fall. Det hade uppstått sprickor mellan medlemmarna i bandet och året efter inspelningen skulle basisten Gary Thain komma att lämna bandet för att dö samma år av narkotikamissbruk.
Mest anmärkningsvärd på skivan är kanske låten "Wonderworld", som enligt bandets nuvarande keyboardist, Phil Lanzon, innehåller alla ackord som finns; och balladen "The Easy Road". Låten "Dreams" är lite trolsk och har sång från låtarna "Dreamer" och "Sweet Freedom" från skivan Sweet Freedom invävda vilket ger en ännu mera trolsk stämning. Övriga låtar är en återgång till gruppens tidigare, rockigare, sound innan genomslaget, vilket kanske kan förklara varför skivan inte mottogs med någon större entusiasm av fansen. "Something or Nothing" gavs ut på singel och blev en hit i Norge.
Precis som alla tidigare skivor är omslaget speciellt. Gruppens medlemmar står staty och är sprayade med färg så att de ser ut att vara huggna i sten. På gruppens tidigare album hade man valt att ha utvikskonvolut, men här valde man att ha ett enkelt standardomslag.

## Låtlista
(upphovsman inom parentes)
1. "Wonderworld" (Hensley) 4.29
2. "Suicidal Man" (Box/Byron/Hensley/Kerslake/Thain) 3.38
3. "The Shadows And The Wind" (Hensley) 4.27
4. "So Tired" (Box/Byron/Hensley/Kerslake/Thain) 3.39
5. "The Easy Road" (Hensley) 2.43
6. "Something Or Nothing" (Box/Hensley/Thain) 2.56
7. "I Won't Mind" (Box/Byron/Hensley/Kerslake/Thain) 5.59
8. "We Got We" (Box/Byron/Hensley/Kerslake/Thain) 3.39
9. "Dreams" (Box/Byron/Hensley) 6.10

## Medlemmar
- David Byron – sångare
- Ken Hensley – orgel, piano, gitarr och sång
- Mick Box – gitarr och sång
- Gary Thain – bas
- Lee Kerslake – trummor

## Listplaceringar
| Lista (1974)   | Position             |
| -------------- | -------------------- |
| Danmark        | 3 (DR "Top 30")      |
| Finland        | 5                    |
| Japan          | 76 (Oricon)          |
| Kanada         | 31 (RPM)             |
| Norge          | 3 (VG-lista)         |
| Storbritannien | 23 (UK Albums Chart) |
| Sverige        | XX* (Kvällstoppen)   |
| USA            | 38 (Billboard 200)   |
| Västtyskland   | 7                    |
| Österrike      | 2                    |